# Steady, As She Goes/Store Bought Bones
Steady, As She Goes/Store Bought Bones är debutsingeln för indierockbandet The Raconteurs från deras första album Broken Boy Soldiers.
Singeln är en begränsad (till 1 000 exemplar) 7", 45 rpm vinylskiva som släpptes i Europa den 31 januari 2006 och i Nordamerika den 7 mars samma år. CD-versionen av singeln släpptes den 24 april med en ny b-sida kallad "Bane Rendition".
Gitarr och sång: Jack White
Musikvideon till Steady, As She Goes regisserades av Jim Jarmusch. Singeln släpptes på Third Man Records. En andra musikvideo producerades också, denna premiärvisades på Yahoo! Music den 19 juni 2006.

## Låtlista
CD
1. Steady, As She Goes
2. The Bane Rendition

7" version 1
1. Steady, As She Goes
2. Store Bought Bones

7" version 2
1. Steady, As She Goes (akustisk version)
2. Call It A Day